# Alice Wu

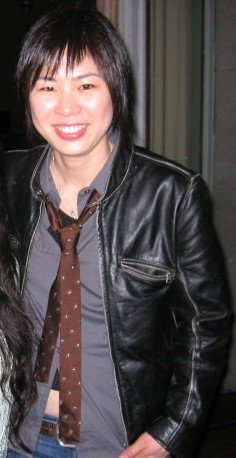
Alice Wu, 2005

Alice Wu (eigentlich Wu Siwei, chinesisch 伍思薇, Pinyin Wǔ Sīwēi; geboren 21. April 1970 in San José) ist eine sino-amerikanische Regisseurin und Drehbuchautorin. Bekannt wurde sie durch ihr auf mehreren renommierten Filmfestivals aufgeführtes Debüt Saving Face aus dem Jahr 2004. Obwohl es Gemeinsamkeiten zwischen Wu und einer der Hauptfiguren gibt, sei der Film laut ihr keine Autobiografie. Nach einer 16-jährigen Auszeit veröffentlichte sie 2020 mit Nur die halbe Geschichte ihren zweiten Spielfilm.

## Leben
Alice Wu wurde in San José im US-Bundesstaat Kalifornien geboren, wo sie zunächst auch aufwuchs. Später zog ihre Familie nach Los Altos; dort machte Wu im Alter von 16 Jahren ihren Abschluss an der örtlichen High School. 1990 erhielt sie einen Bachelor in Informatik an der Stanford University, zwei Jahre später einen Master im selben Fach. Zuvor war sie auch Studentin am Massachusetts Institute of Technology.
Nach ihrem Abschluss arbeitete Wu zunächst in Seattle als Softwareentwicklerin für Microsoft, anschließend als Produkt-Managerin bei Cinemania and Music Central, einer Unterhaltungs-Abteilung des Konzerns, die Film- beziehungsweise Musikdatenbanken auf CD-ROMs produzierte, allerdings Ende der 1990er Jahre eingestellt wurde, da sie durch die Weiterentwicklung des Internets nicht mehr profitabel erschien.
Wu ist offen lesbisch. Nach eigenen Angaben bemerkte sie ihre sexuelle Orientierung, als sie am Massachusetts Institute of Technology einen Kurs in Gender Studies (Geschlechterforschung) besuchte. Sie outete sich während ihres letzten Studienjahrs an der Stanford University bei einem Besuch gegenüber ihrer Mutter, wodurch es zum Zerwürfnis kam. Wu versöhnte sich wenige Jahre später wieder mit ihrer Mutter, die ihre Homosexualität schließlich akzeptierte. Wu widmete ihr auch Saving Face, da sie ihr nach eigenen Angaben aufzeigen wollte, dass es nie zu spät sei, sich zum ersten Mal im Leben wirklich zu verlieben. Zudem sei der Film eine Möglichkeit gewesen, ihre Mutter auf eine positive Art und Weise zu repräsentieren. Laut Wu sei Wil, eine der Hauptfiguren, an sie angelehnt, jedoch basierten die Geschehnisse in Saving Face nicht auf ihrem eigenen Leben.
Kurz nach der Veröffentlichung ihres Debüts verließ Wu die Filmindustrie, um ihre gesundheitlich angeschlagene Mutter zu pflegen. Nach eigenen Angaben investierte sie ihr Microsoft-Gehalt sowie ihren Anteil am Erlös von Saving Face, wodurch sie viele Jahre von ihren Ersparnissen sowie den Zinsen aus den Anlagen leben konnte. 2017 entschloss sich Wu, wieder ins Filmgeschäft einzusteigen, da sich der Gesundheitszustand ihrer Mutter in der Zwischenzeit verbessert hatte. Zudem scheiterte in diesem Zeitraum die Beziehung zu ihrer Freundin, was Wu zum Drehbuch ihres zweiten Films Nur die halbe Geschichte inspirierte.
Im Sommer 2021 wurde Alice Wu Mitglied der Academy of Motion Picture Arts and Sciences.

## Karriere

### Saving Face
Während ihrer Zeit bei Microsoft begann Wu, einen Roman über ihr Coming-out gegenüber ihrer Mutter zu verfassen. Sie entschied, dass die Geschichte besser als Skript geeignet wäre, weswegen sie einen zwölfwöchigen Kurs für Drehbuchautoren an der University of Washington besuchte. Dort verfasste sie ein komplettes Skript, dem sie den Titel Saving Face gab, eine Anspielung auf das vor allem im ost-asiatischen Raum verbreiteten Konzept des Gesichts. Der Kursleiter ermutigte sie, ihr Drehbuch zu verfilmen, weswegen Wu Ende der 1990er Jahre bei Microsoft kündigte, nach New York City zog, einen Kurs für aufstrebende Filmemacher besuchte und sich ein Zeitfenster von fünf Jahren gab, um ihren Plan in die Tat umzusetzen.
2002, im vorletzten Jahr ihres selbstgesetzten Zeitplans, reichte Wu ihr Drehbuch bei einem Wettbewerb ein, der von der Coalition of Asian Pacifics in Entertainment gesponsert wurde, einer Organisation, die asiatische Amerikaner und pazifische Insulaner beim Einstieg in die Unterhaltungsindustrie unterstützt. Durch ihren Sieg beim Wettbewerb lernte sie Teddy Zee kennen, den ebenfalls chinesisch-stämmigen Präsidenten der von Will Smith gegründeten Produktionsfirma Overbrook Entertainment.
Laut Wu wollte sie den Zuschauern mit ihrer Produktion verdeutlichen, dass es für sie, egal welcher Sexualität oder kulturellen Hintergrunds, nie zu spät sei, etwas zu erhalten, was sie eigentlich schon ihr ganzes Leben lang haben wollten. Zudem sei es ihr Ziel gewesen, mit Saving Face eine universelle Geschichte zu erzählen, die nicht nur in ihrer eigenen sino-amerikanischen Gemeinschaft, sondern für alle nachvollziehbar sei, die schon einmal die „verzückte Instabilität romantischer Zuneigung“ erlebten.
Wu sah sich bei der Verwirklichung ihrer Produktion einigen Hürden ausgesetzt. Zwar hätten mehrere bekannte Studios Interesse an dem Skript bekundet, von ihr aber etliche Änderungen gefordert. So sollte die Handlung der von My Big Fat Greek Wedding – Hochzeit auf griechisch ähneln, weswegen die Charaktere in ihrem Film auch Hispanics und nicht Sino-Amerikaner werden sollten, als Alternative legten sie ihr nahe, Mutter und Tochter in weiße Charaktere umzuschreiben, damit sie von bekannten Darstellerinnen wie Reese Witherspoon und Ellen Burstyn gespielt werden. Da sich Wu nicht darauf einließ, verlangten die Studios als Kompromiss, zumindest den Schwarm der Tochter in eine weiße Frau umzuändern, damit jemand wie Scarlett Johansson in der Rolle besetzt werden und dem Film so mehr öffentliche Aufmerksamkeit bringen könne. Ferner stellten die Studios auch die Dialoge in Mandarin, die lesbische Beziehung an sich sowie Wus Tätigkeit sowohl als Regisseurin als auch als Drehbuchautorin in Frage. Aus diesen Gründen entschloss sich Wu schließlich, das Skript nicht an eine große Produktionsfirma zu verkaufen, sondern sich an Teddy Zee zu wenden, der den Film gemeinsam mit Will Smith finanzierte. Produktionsfirma war Destination Films, eine Sparte von Sony Pictures Entertainment, die sich auf Nischen-Filme fokussiert.
Auch bei der Besetzung der Rollen hatte Wu einige Schwierigkeiten, da sie zunächst keine Darsteller finden konnte, die Mandarin beherrschten. Sie musste sich mit ungefähr 1000 Schauspielern treffen, bevor sie das Ensemble zusammenstellen konnte. Zudem hätte ihr in China lebender Wunschkandidat für eine der Hauptrollen aufgrund von Visa-Problemen nicht in die Vereinigten Staaten einreisen können, weswegen sie seine Zweitbesetzung engagierte. Lynn Chen musste für die Rolle von Viv mehrmals vorsprechen, da sie beim ersten Mal keinen Zugang zum Drehbuch hatte und ihre Rolle sozusagen falsch spielte, da sie nichts von der Homosexualität ihrer Figur wusste. Michelle Krusiec war keine Muttersprachlerin, weswegen Wu sie zu einem dreimonatigen Sprachkurs nach Taiwan fliegen ließ und ihr erlaubte, im Film nur dann Mandarin zu sprechen, wenn Wil in Streit mit ihrer Film-Mutter geriet.
Die Dreharbeiten in den New Yorker Stadtteilen Flushing, Queens, Brooklyn und Manhattan starteten im Herbst 2003, das Budget betrug dabei 2,5 Millionen Dollar. Das knappe Budget erwies sich als Problem, weil Wu in der Produktion Landschaftsaufnahmen der Stadt verwenden wollte. Die entsprechenden Mitglieder des Produktionsteams durften schließlich in einem Helikopter mitfliegen, dessen Pilot Luftaufnahmen von Manhattan für den Film Hitch – Der Date Doktor machte.
Nach seiner Premiere auf dem Toronto International Film Festival 2004 und Veröffentlichungen auf weiteren Filmfestivals wie Sundance entwickelte sich Saving Face in den Vereinigten Staaten schnell zu einer beliebten Produktion sowohl in der sino-amerikanischen als auch der LGBT-Gemeinschaft. Mehrere sino-amerikanische Künstlerinnen würdigten Wu daneben als Vorbild für sino-amerikanische Filmemacher. Die Schauspielerin Awkwafina bezeichnete ihn als ersten Film, mit dem sie sich als in Flushing aufgewachsene Sino-Amerikanerin identifizieren konnte, laut der Regisseurin Lulu Wang sei Wu die erste sino-amerikanische Regisseurin gewesen, die versuchte, Grenzen zu sprengen.

### Nicht realisierte Projekte
2005 nahm Wu im Auftrag von Paramount Pictures ihre Arbeit an Foreign Babes in Beijing auf. Der Film sollte eine Adaption des gleichnamigen Buches der Schauspielerin und Autorin Rachel DeWoskin werden, die 1994 im Alter von 22 Jahren als PR-Beraterin nach Peking zog, dort bis 1999 lebte und eine Hauptrolle in der äußerst erfolgreichen Seifenoper Yáng niū zài Běijīng verkörperte. Das Buch enthält zudem die Schilderungen DeWoskins über die kulturellen, gesellschaftlichen und wirtschaftlichen Veränderungen der Stadt aufgrund Chinas Modernisierungsmaßnahmen. Allerdings wurde der Film letztendlich nie über die Vorproduktion hinaus realisiert.
2008 wurde Wu mit ihrer Idee zu Foobar bei ABC vorstellig. Die Drama-Serie sollte von jungen Angestellten eines großen Software-Unternehmens handeln, die sowohl mit ihrer Arbeit einen technologischen Durchbruch erzielen wollen als auch durch wachsendes Verantwortungsbewusstsein langsam erwachsen werden. Der Titel bezog sich auf FUBAR, einem vor allem im Militär genutzten Akronym für fucked up beyond all recognition (sinngemäß etwa über alle Vorstellbarkeit hinaus beschissen). Die Handlung war von Wus eigenen Erfahrungen bei Microsoft inspiriert. Neal H. Moritz fungierte neben ihr als Executive Producer, Produktions-Unternehmen war Sony Pictures Television. Wu führte zudem bei der Pilotfolge die Regie und verfasste das Drehbuch. Die Serie wurde schließlich von ABC nicht ins Programm aufgenommen.

### Nur die halbe Geschichte
Wu litt am Anfang ihrer Arbeit an ihrem neuesten Drehbuch unter einer Schreibblockade, weswegen sie einen Entschluss fasste: Sie stellte der National Rifle Association einen Scheck in Höhe von 1.000 Dollar aus, obwohl sie der Organisation kritisch gegenüber steht. Diesen gab sie an eine Freundin weiter, die sie bat, ihn einzulösen, wenn das Skript in fünf Wochen nicht fertig wird. Mit dieser Methode konnte Wu ihre Blockade schließlich überwinden. Sie wählte als Handlungsort eine fiktive, ländliche Kleinstadt in Washington. Wu recherchierte während des Schreibens viel über den damaligen US-Präsidenten Trump, da etliche Bewohner auf dem Land traditionell republikanisch wählten. Sie wollte Landbewohner mit ihrem Film gezielt ansprechen. Wu hoffte laut eigener Aussage darauf, sie somit beispielsweise ihre Ansichten über Immigranten überdenken zu lassen oder zu einem Coming-out zu ermutigen. Deswegen habe sie das Skript auch Netflix angeboten, da ihre Zielgruppe für einen derartigen Film nicht extra ins Kino gehen würde.
Am 22. April 2019 gab Netflix offiziell bekannt, dass Wu bei Nur die halbe Geschichte, dessen Drehbuch im Vorjahr auf der Black List der laut US-amerikanischen Filmkritikern besten noch nicht verfilmten Skripte stand, als Regisseurin, Drehbuchautorin und Produzentin fungieren wird. Er handelt von der schüchternen, sino-amerikanischen Schülerin Ellie Chu, die sich in ihrer kleinen Heimatstadt einsam fühlt. Sie verdient Geld, indem sie für ihre Mitschüler die Aufsatz-Hausaufgaben schreibt. Eines Tages erklärt sie sich bereit, für den Jock Paul Munsky Liebesbriefe an Aster Flores zu verfassen, für die Ellie selbst heimlich schwärmt. Eigentlich war die Premiere am 18. April 2020 auf dem Tribeca Film Festival angesetzt, das jedoch aufgrund der COVID-19-Pandemie verschoben werden musste. Der englische Originaltitel The Half of It ist eine Anspielung auf ein Zitat in Platons Symposion, in dem Aristophanes die Ursprünge der menschlichen Suche nach der anderen Hälfte, also einem gleich- oder verschiedengeschlechtlichen Liebespartner, zur persönlichen Vollkommenheit erläutert. Der Film wurde am 1. Mai weltweit auf Netflix veröffentlicht, Wu wurde unter anderem für ihre Arbeit an Nur die halbe Geschichte im Juni 2020, zum 50. Jubiläum der ersten Pride Parade der Vereinigten Staaten, von der sich an LGBT-Leser richtenden Online-Publikation Queerty zu einer der 50 Personen ernannt, die die USA in Richtung Gleichheit, Akzeptanz und Würde für alle lenkten.

### The Note
Im April 2022 drehte Wu einen Werbespot für Oreo. The Note entstand innerhalb einer Kooperation der Marke mit der Organisation PFLAG, die sich für Familien mit queeren Mitgliedern einsetzt. Ein Verantwortlicher der zuständigen Werbeagentur beschloss, da der Spot von einem Coming-out innerhalb einer sino-amerikanischen Familie handelt, Wu aufgrund der Behandlung dieses Themas in ihren Filmen zu engagieren. Sie schrieb das von den Erfahrungen einiger Verantwortlicher inspirierte Drehbuch basierend auf ihrem eigenen Coming-out gegenüber ihrer Mutter teilweise um. Wie bei den Dreharbeiten zu Saving Face verpflichtete sie Schauspieler, die fließend Mandarin sprachen. Zudem stellte Wu unter anderem mithilfe von Großaufnahmen die Gefühlswelt des Protagonisten dar, der sein Coming-out gegenüber seiner Großmutter mit seiner Mutter probt.

## Filmografie
- 2001: The Suitor (Fernsehfilm, Script Supervisor)
- 2002: Shirt & Skins (Kurzfilm, Editor)
- 2004: Saving Face
- 2006: Fabulous! The Story of Queer Cinema (Dokumentarfilm, Interviewpartnerin)
- 2020: Die bunte Seite des Monds (ergänzende Drehbuchautorin)
- 2020: Nur die halbe Geschichte (The Half of It, auch Produktion)
- 2022: Fleishman is in Trouble (Fernsehserie, Folge 1x2, Regie)

## Auszeichnung und Nominierungen (Auswahl)
Gotham Awards
- 2005: Nominierung in der Kategorie Bester neuer Regisseur

Independent Spirit Award
- 2021: Nominierung in der Kategorie Bestes Drehbuch

IFJA Awards
- 2020: Nominierung in den Kategorien Bestes Original-Drehbuch und Beste Regie

Tribeca Film Festival
- 2020: Auszeichnung in der Kategorie Bester Spielfilm